# Inishkea Islands SPA
Inishkea Islands SPA este o arie protejată (arie de protecție specială avifaunistică — SPA) din Irlanda întinsă pe o suprafață de 1.329,76 ha, integral pe uscat.

## Localizare
Centrul sitului Inishkea Islands SPA este situat la coordonatele 54°07′52″N 10°12′19″W / 54.131224°N 10.205146°V.

## Înființare
Situl Inishkea Islands SPA a fost declarat arie de protecție specială avifaunistică în februarie 2008 pentru a proteja 21 de specii de animale.

## Biodiversitate
Situată în ecoregiunea atlantică, aria protejată nu include niciun habitat protejat.
La baza desemnării sitului se află mai multe specii protejate de  păsări (21): rață pitică (Anas crecca), pietruș (Arenaria interpres), Branta bernicla, Branta leucopsis, Calidris alba, fugaci de țărm (Calidris alpina), Calidris maritima, prundaș gulerat mare (Charadrius hiaticula), șoim călător (Falco peregrinus), Fulmarus glacialis, becațină comună (Gallinago gallinago), scoicar (Haematopus ostralegus), Hydrobates pelagicus, pescăruș sur (Larus canus), pescăruș negricios (Larus fuscus), ploier auriu (Pluvialis apricaria), chiră mică (Sterna albifrons), chiră de baltă (Sterna hirundo), Sterna paradisaea, fluierarul cu picioare roșii (Tringa totanus), nagâț (Vanellus vanellus).
Pe lângă speciile protejate, pe teritoriul sitului au mai fost identificate 4 specii de păsări.